# 볼스크

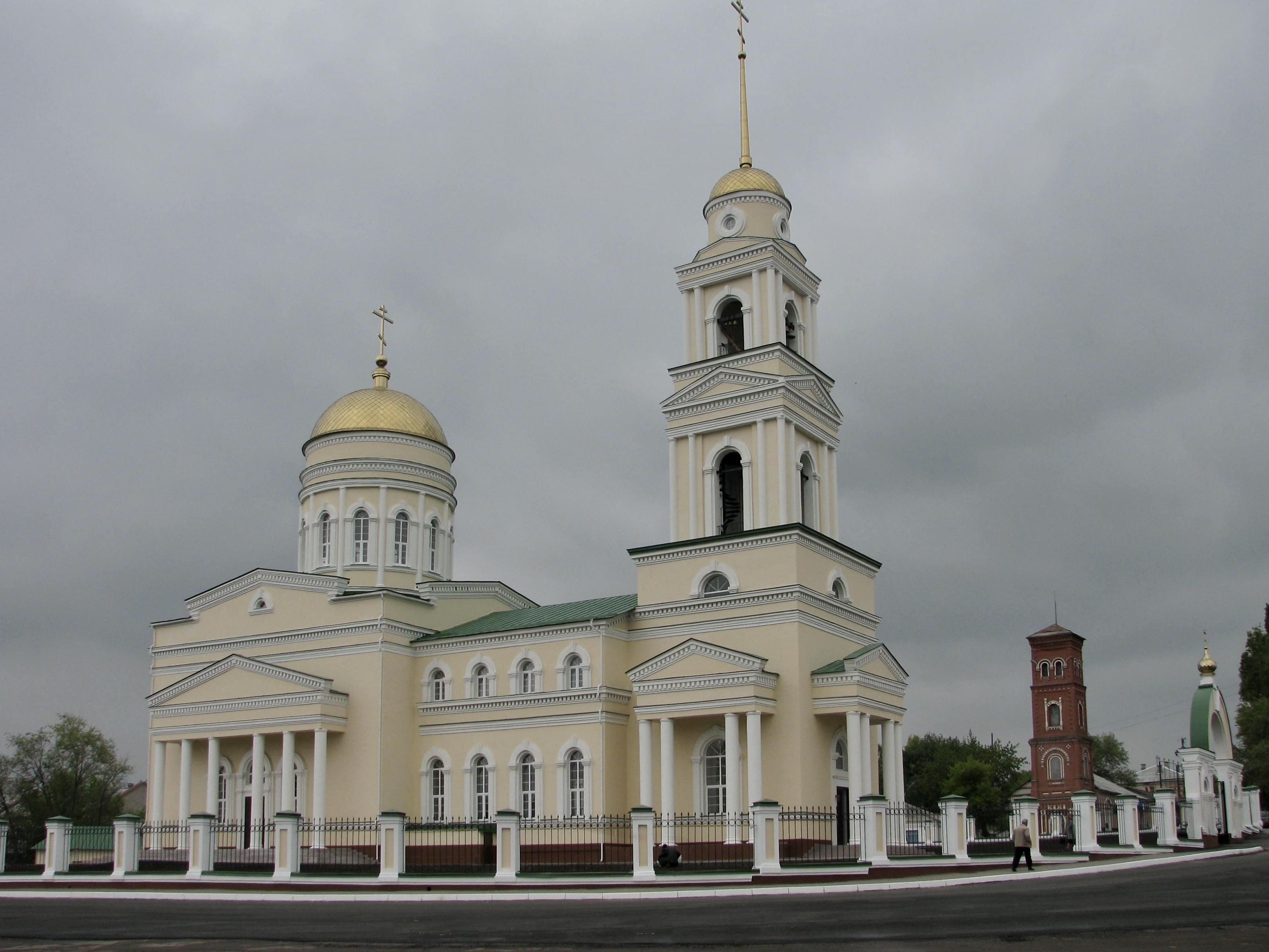

볼스크(러시아어: Вольск)는 사라토프 주 볼스키 군의 중심지이며, 인구는 5만5,035명(2021년)이다.
볼가강에 접해 있고 사라토프에서 남동쪽으로 147km지점에 위치해 있다.

## 볼스크의 유명한 사람들
- 표트르 그루신(Пётр Дмитриевич Грушин)
- 빅토르 탈랄리힌(Виктор Васильевич Талалихин)
- 니콜라이 세묘노프(Николай Николаевич Семёнов)